# Pico Partido
Pico Partido är en bergstopp i Spanien.   Den ligger i provinsen Provincia de Las Palmas och regionen Kanarieöarna, i den sydvästra delen av landet, 1 600 km sydväst om huvudstaden Madrid. Toppen på Pico Partido är 371 meter över havet. Pico Partido ligger på ön Lanzarote. Den ingår i Los Morros de Hacha Chica.
Terrängen runt Pico Partido är huvudsakligen kuperad, men den allra närmaste omgivningen är platt. Runt Pico Partido är det ganska tätbefolkat, med 199 invånare per kvadratkilometer. Närmaste större samhälle är Arrecife, 16,9 km öster om Pico Partido. Trakten runt Pico Partido är ofruktbar med lite eller ingen växtlighet.